# Pilosella peleteriana
Pilosella peleteriana là một loài thực vật có hoa trong họ Cúc. Loài này được (Mérat) F.W.Schultz & Sch.Bip. miêu tả khoa học đầu tiên năm 1862.